# Alain Taravella
Pour les articles homonymes, voir Taravella.
Alain Taravella, né le 24 mai 1948 à Falaise dans le Calvados, est un chef d’entreprise et milliardaire français, président-fondateur du groupe immobilier Altarea. Il dirige aussi Alta Groupe, Alta Patrimoine et Altager.

## Biographie
Alain Taravella est diplômé d'HEC Paris en 1971. Il affirme avoir financé ses études en réalisant des opérations immobilières sur la vente d'appartements à Parly 2.
En 1975, il rejoint le groupe Brémond, entreprise de promotion immobilière dont il prend la direction du pôle loisirs. Le groupe devient Pierre & Vacances en 1978, entreprise spécialisée dans les centres de loisirs. Alain Taravella en prend la direction générale en 1985.

### Altarea
En 1994, il crée Altarea (pour Alain Taravella Real Estate), foncière de développement de centres commerciaux. Il profite de tendances baissières du début des années 1990 sur le marché de l'immobilier pour acquérir des terrains,. En 1999, il travaille sur le projet d'aménagement de Bercy Village qu'Altarea commercialise. La société entre en Bourse en 2004 et rachète, en 2007, Cogedim, promoteur immobilier en logements et bureaux, pour un montant de 650 millions d'euros. Altarea devient alors Altarea Cogedim et se développe sur les trois principaux marchés de l’immobilier : commerce, logement et bureau.
Alain Taravella introduit le concept de Family Village. En 2010, après avoir cédé le centre commercial Saint-Georges de Toulouse à l'Allemand Commerz Real (de), il mène l'acquisition de Cap 3000, le plus ancien et toujours l'un des principaux centres commerciaux régionaux en France, à Saint-Laurent-du-Var, près de Nice. En 2011, il pilote le rachat par Altarea Cogedim du site marchand RueDuCommerce,, puis le cède finalement à Carrefour en 2016. À Massy Place du Grand Ouest,, le premier nouveau quartier mixte du Grand Paris inauguré en mars 2017 à Massy (Essonne), Alain Taravella a développé un cœur de ville de 4 hectares sur le plus grand chantier d'Île-de-France. Avec Issy Cœur de Ville, le futur écoquartier du centre d'Issy-les-Moulineaux (Hauts-de-Seine), le fondateur d'Altarea Cogedim développe un second projet mixte visant à assurer la transformation du Grand Paris.[réf. nécessaire]
Alain Taravella détient 45,78 % du capital d’Altarea. En 2007 il en détenait 72,66%, et 66,29% des droits de vote. Coté sur Euronext Paris, Altarea réalise un chiffre d’affaires de 3,11 milliards d'euros et un résultat net de 298,8 millions d’euros en 2019,.
En juillet 2019, via sa holding familiale Altagroupe, Alain Taravella rachète le spécialiste de l'immobilier de luxe Daniel Féau. La même année, il investit dans la construction en bois en entrant dans le capital de Woodeum (à hauteur de 50 %),.
En septembre 2019, via sa holding Alta Patrimoine, il cède 25.000 actions d'Altarea Cogedim à Jacques Ehrmann, ex-directeur exécutif du groupe Carrefour et ex-PDG de Carmila, récemment nommé DG du groupe immobilier.
En 2020, Altarea Cogedim devient Altarea et Alain Taravella annonce qu'il renonce à une partie de sa rémunération de 2020 et 2021.

## Fortune
En mai 2020, le magazine Forbes le classe au 1613e rang mondial des milliardaires en dollars (ex æquo avec 73 autres personnes). Entrés dans le classement des fortunes du magazine Challenges en 2005, Alain Taravella et sa famille se positionnent en 75e position en 2019 avec une fortune estimée à 2 milliards d'euros et en 81e position en 2020 avec 1,15 milliard d'euros.

## Autres prises de fonction
- Président de Altafi 2[37],[38],[39]
- Membre du conseil d’administration du Fonds de dotation Chœur à l'ouvrage[40],[41]
- Vice-président de la Fédération des sociétés immobilières et foncières (FSIF)[42]
- Il détient la holding Altagroupe, à hauteur de 100 %[43].

## Récompenses
- 2012 : Pierres d'or Professionnel de l'année[44]
- 2015 : Chevalier de la Légion d'honneur[45],[46]
- 2017 : Professionnel de l’année aux Trophées Logement et Territoires[47]